# Carlo Ruzzini
Carlo Ruzzini, född 1653, död 1735, var en venetiansk doge. Han var regerande doge av Venedig 1732–1735.